# تپه تالافار
تپه تالافار مربوط به دوران‌های تاریخی پس از اسلام است و در شهرستان بوئین‌زهرا، بخش رامند روستای سنجدر واقع شده و این اثر در تاریخ ۲۵ خرداد ۱۳۸۱ با شمارهٔ ثبت ۵۷۶۱ به‌عنوان یکی از آثار ملی ایران به ثبت رسیده است.